# من سمى هذا؟
من سمى هذا؟ (بالإنجليزية: ? Who Named it)‏ هو قاموس لغة إنجليزية للمصطلحات الطبية والأشخاص الذين ترتبط بهم تسمية هذه المصطلحات. يحتوي القاموس على مقالات وسير ذاتية للعديد من المصطلحات والمسميات والأشخاص في المجال الطبي.
تقوم النرويج باستضافة الموقع، ويديره المؤرخ الطبي أوليه دانيال إنرسن.

## وصلات خارجية
- الموقع الرسمي